# Засколье
За́сколье— деревня в Рамешковском районе Тверской области. Относится к сельскому поселению Кушалино.

## География
Находится в 2 километрах к югу от села Кушалино, на реке Кушалка. Рядом — село Рождество.

## История
В документах XVI века называется Засоколье.
Впервые деревня Засоколье упоминается в Писцовой книге Петра Матвеевича Свечина, Тимофея Александровича Козина и дьяка Богдана Забродова владений великого князя Симеона Бекбулатовича в Тверском уезде 1580 года (РГАДА фонд 1209 опись 1 книга 16056 лист 362 подлинник) в волости Кушалино среди деревень Рожественаго монастыря на реке на Кушалинке. В XVII в. деревня запустела. Вновь заселена крестьянами в первой четверти XVIII века. На 1721 г. значится как новопостроенная деревня домовой вотчины Тверского архиерея (РГАДА фонд 350 опись 2 дело 3529). Во второй половине XIX — начале XX века деревня Засколье относилась к Рождественскому приходу Арининской волости Тверского уезда Тверской губернии. В 1886 году в деревне 152 двора, 341 житель.
В 1997 году — 38 хозяйств, 66 жителей.

## Население

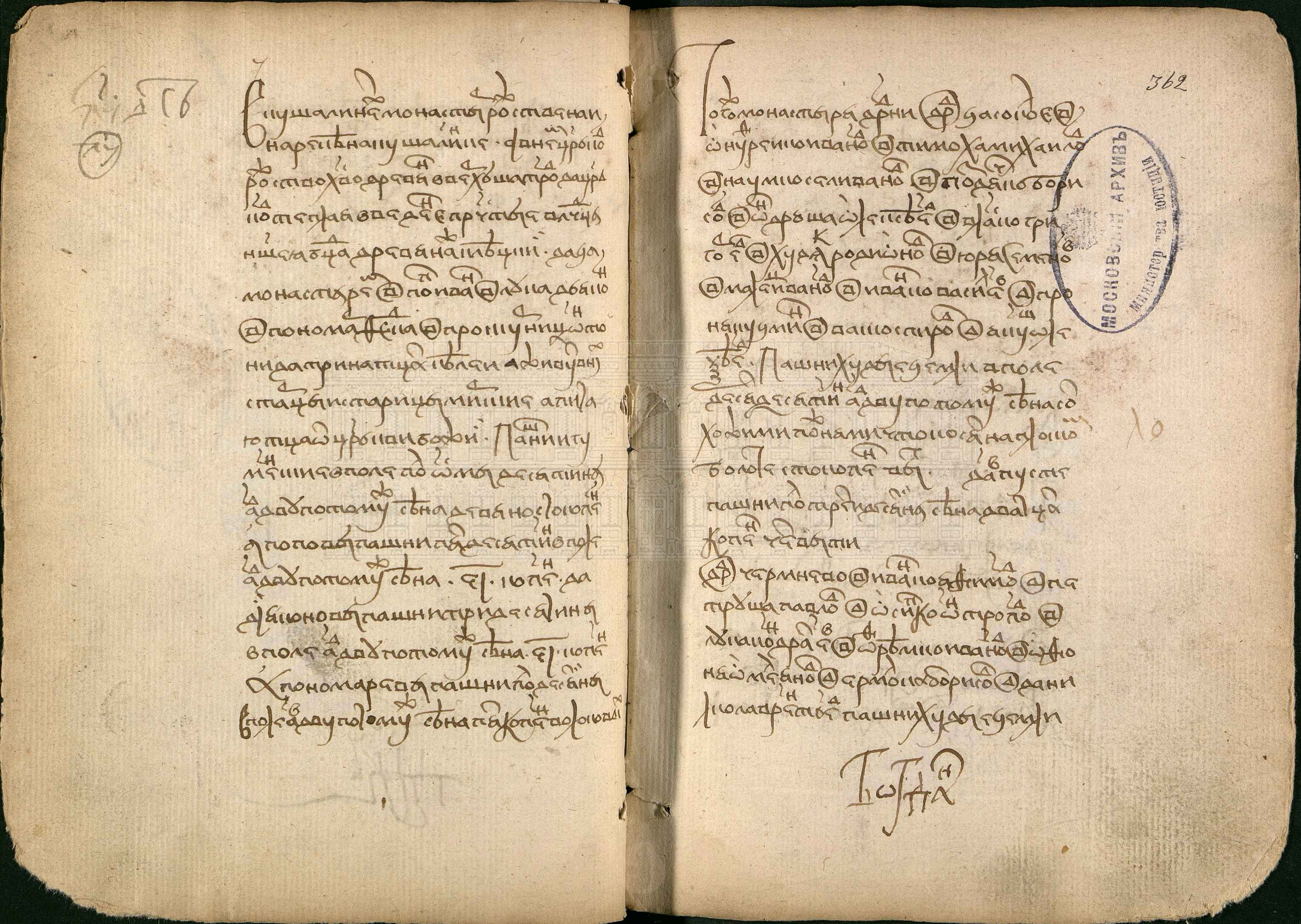
Страница Писцовой книги 1580 г. с упоминанием деревни Засоколье

| 1859 | 1989 | 2002 | 2008 | 2010 |
| ---- | ---- | ---- | ---- | ---- |
| 253  | ↘86  | ↘63  | ↗70  | ↗83  |